# Arte amerindio norteamericano

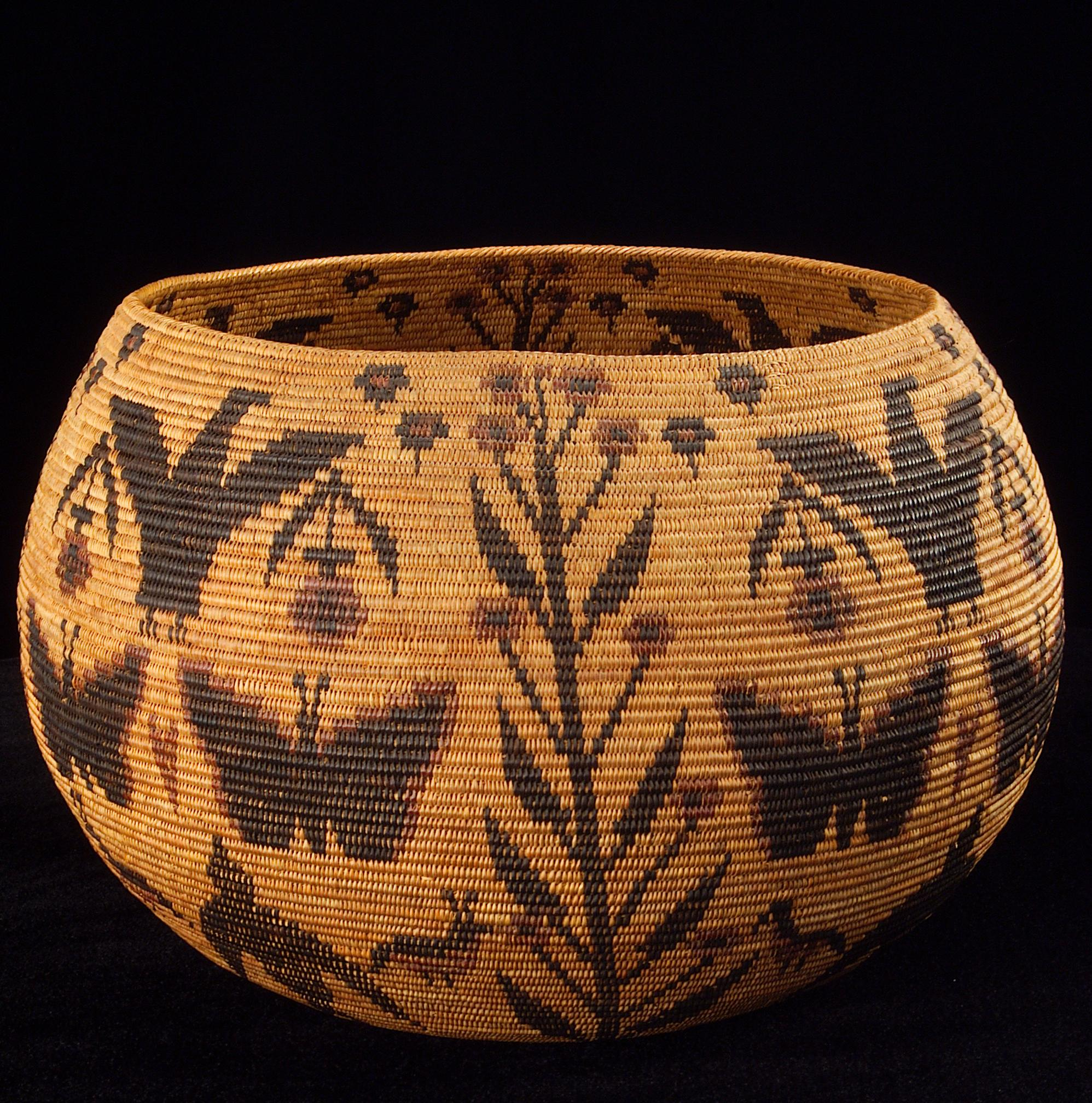
Cesta tejida por la artista Miwok-Mono Lucy Telles (etnia Paiute), valle de Yosemite, California.

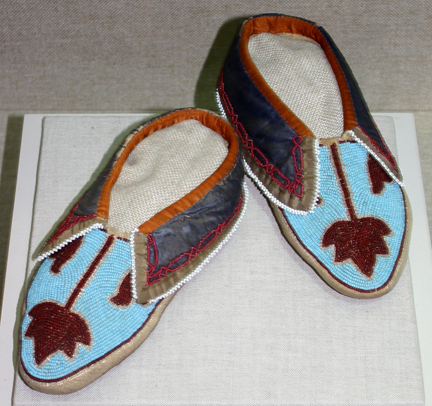
Mocasines de la etnia Peoria, Oklahoma, cerca del año 1860.

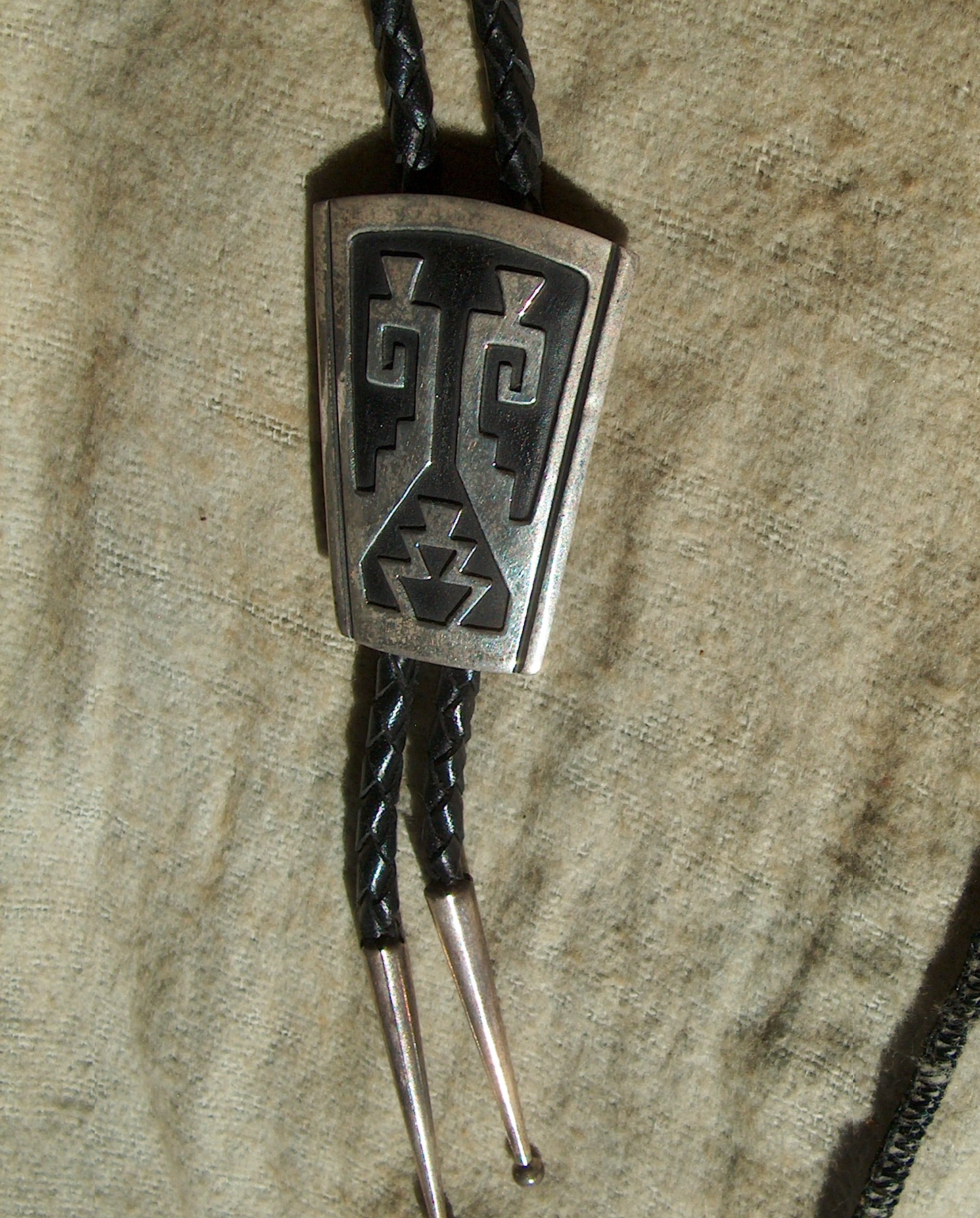
azo de cuchillo largo de plata hecho por el cantante comprado en Taos (Nuevo México) de Tommy Singer de Navajo durante el 1980s

El arte indígena en Estados Unidos es más reciente que el presentado en el resto del continente y sin que haya, en ciertas regiones, una solución de continuidad hasta nuestros días. Tomando en cuenta aquellas culturas que han producido obras artísticas, podemos distinguir tres grandes zonas: una en el norte y dos en el sur del actual Estados Unidos, de las cuales la del suroeste es la más importante.

## Culturas de la zona ártica
La más antigua conocida en el norte es la del Mar de Behring, a la que sigue la época putnuk, que se continúa con los esquimales. Los materiales empleados son el hueso, el marfil y la maders. De marfil es el objeto alado del museo de Pensilvania, perteneciente a la primera de las culturas citadas y que se supone tallado entre los siglos V y X de nuestra era. En el noroeste, los pueblos pescadores conocen una cultura avanzada y dejan objetos con decoración de tipo mágico.
Con respecto a otras regiones contiguas, en Columbia Británica (Canadá) son muy característicos los tótems de madera tallada, en forma de postes de figuras superpuestas, y las máscaras del mismo material. La mayor parte son posteriores a la invasión europea de América. También se tallan y pintan máscaras en Vancouver. Estas máscaras, de figuración animal o humana, no son funerarias, como las de Sudamérica.

## Culturas de sureste
Después de los cazadores precerámicos de principios de nuestra era, se suceden las culturas de Woodland (antiguo, medio y reciente), cerca de Misisipi. En Tennessee, hay máscaras funerarias de concha y pipas antropomórficas; en Ohio las hay de forma de pájaro. En Dakota del Sur, se hallan cueros pintados con escenas de caza, semejantes a las pinturas rupestres euroafricanas, pero bastante recientes.

## Culturas del suroeste
Las civilizaciones estadounidenses más importantes son las del suroeste, que probablemente recibieron la influenza de las civilizaciones mexicanas en sus obras más antiguas. Los primeros pobladores al principio de nuestra era son los "basketmaker" o canasteros, cuya técnica perfecta en el entretejido del mimbre ha dejado obras de un arte modesto y aplicado, pero elegante, especialmente en California. Estos indígenas inician la cultura llamada anasazi.
Hacia el siglo VII, les suceden los llamados pueblos, que siguen la misma cultura y perduran hasta nuestro tiempo, fabricando, por influjo mexicano, una cerámica de ornamentos geométricos negros sobre fondo blanco. En esta decoración se ve la influencia de la cestería, que se aprecia también en la cerámica hecha de cintas de barro en espiral. La época que llaman clásica desarrolla esa cerámica y las telas de algodón.
Las más bellas cerámicas son las de Nuevo México, de formas elegantes y delicada decoración geométrica o zoomorfa. Las de Arizona pertenecen a otra cultura, llamada hohokam.

### Arquitectura
El registro de vivienda más antiguo del que se tiene conocimiento en el oeste de Estados Unidos pertenece a una civilización que se remonta al siglo VI. Se halla en la Mesa Verde del Colorado y consta de aldeas excavadas en grutas abiertas a más de 2500 metros sobre el nivel del mar. Una de ellas destaca por sus dimensiones y diseño. De 130 metros de largo y 24 metros de profundidad, estaba dividida en 117 habitaciones, muchas de las cuales poseían un hogar. Las construcciones tienen varios pisos y los suelos eran recubiertos de madera. Las cámaras más obscuras se utilizaban como bodegas.
Otro asentamiaento humano notable es el de Pueblo Bonito de Nuevo México, que data alrededor del siglo X. Los llamados pueblo llevaban una forma de vida comunitaria, destacando su peculiar arquitectura de construcciones comunales. Pueblo Bonito tiene 203 metros de largo por 96 metros de ancho. Posee elevados muros de fortificación, alcanzando los 12m de altura. Cuenta con 200 cámaras, capaces de albergar a más de 1200 habitantes.
Otra de sus peculiaridades eran las llamadas kivas o habitaciones subterráneas circulares, que conformaban una parte importante de cada edificio. Su acceso consiste en una claraboya abierta en el techo. En ese lugar se reunían los ancianos de la tribu, quienes trataban los problemas políticos, religiosos y administrativos del pueblo.
Curiosamente, la arquitectura pueblo es la única que aún perdura entre las comunidades indígenas de la región.
- Datos: Q97369365